# Bni Tsiriss
Bni Tsiriss (àrab بني تسيريس) és una comuna rural de la província de Sidi Bennour de la regió de Casablanca-Settat. Segons el cens de 2014 tenia una població total de 14.067 persones.